# Angelo Bendinelli
Angelo Bendinelli (Lari, 1876 – Livorno, 1942) è stato un tenore italiano.
Angelo Bendinelli, tenore dalla voce carezzevole e gentile, allievo di Cortesi a Pisa e di Giacchetti a Firenze, debuttò al Teatro San Marco nello Stabat Mater di Rossini.
In seguito si esibì nei teatri di molte città italiane, come Bologna, Mantova, Venezia, e in opere di rilievo come Rigoletto, La sonnambula, L'amico Fritz, Iris e Manon.
Al Teatro Petruzzelli di Bari cantò frequentemente dal 1907 al 1925 nei ruoli principali ne La bohème, La traviata, Tosca, Falstaff, Mefistofele e Werther in svariate edizioni.
Ottenne successo anche al Cairo, Montevideo e Buenos Aires.
Nel 1904 ha cantato al Teatro Donizetti di Bergamo e nell'anno seguente al Palazzo del Trocadéro di Parigi, insieme al grande baritono pisano Titta Ruffo e al celebre soprano Gemma Bellincioni, eseguendo l'atto secondo della Traviata di Verdi.